# Carol O'Connell
Pour les articles homonymes, voir O'Connell.
Carol O'Connell, née à New York le 26 mai 1947, est une romancière américaine, auteur de roman policier.

## Biographie
Née à New York, elle est élevée à Boston. Elle étudie les beaux-arts au California Institute of the Arts, puis à l'Université d'État de l'Arizona, où elle obtient un diplôme en beaux-arts. Elle tente ensuite sans succès de faire carrière en tant que peintre et doit travailler comme serveuse, surveillante d'école ou correctrice d'épreuves pour améliorer ses revenus. À l'âge de 46 ans, elle envoie le manuscrit de son premier roman policier, Meurtres à Gramercy Park, à la maison d'édition britannique Hutchinson (en), qui décide aussitôt de le publier et qui est nommé pour l'obtention du prix Edgar-Allan-Poe du premier roman.
Depuis lors, Carol O'Connell a fait paraître une dizaine de romans dont le personnage central est l'inspecteur Kathy Mallory, une flic sociopathe qui travaille pour la brigade spéciale de New York. Orpheline, la jeune Kathy s'est élevée elle-même dans la rue jusqu'au moment où elle est arrêtée par Markowitz pour vol de voiture. Le policier décide de la recueillir. La femme de Markowitz, Helen, donne à la petite l'éducation et surtout l'amour qu'elle n'avait jamais eus. Cette enfance dote Kathy d'un esprit retors et froid, sans aucune pitié ni compassion, venant se combiner à une très grande intelligence ; maintenant adulte, elle est plus proche des criminels qu'elle traque que des policiers qui l'entourent (son équipier Riker pense même qu'un test psychologique la condamnerait à quitter le service). Cependant, celle qui se fait appeler uniquement "Mallory" est un atout pour la police de New York, car elle raisonne comme les meurtriers.
La série Mallory compte de nombreux personnages récurrents. Charles Butler, un riche psychologue surdoué au physique ingrat, ami de Lou Markowitz, est aujourd'hui l'associé de Mallory. Amoureux de la jeune femme, il sait que ses sentiments sont à sens unique. Riker, le partenaire de Mallory est la caricature du flic qui a tout vu et que plus rien de surprend. Compétent bien que porté sur la boisson, sa vie est en ruines et entièrement consacrée à son métier. Sa principale tâche est d'empêcher Mallory de transgresser la loi. Edward Slope, médecin légiste expérimenté, connaît Kathy depuis que Lou l'a recueillie. Aujourd'hui, il se fait un devoir de la protéger et l'aider, même si la jeune femme n'en a pas besoin. Louis "Lou" Markowitz, père adoptif de Kathy, est un policier respecté tant par son comportement que pour ses compétences. Il a créé et dirigé la Brigade spéciale jusqu'à sa mort. Il a toujours veillé sur Kathy et tenté de l'élever du mieux qu'il pouvait, sachant parfaitement qu'elle était différente. Helen Markowitz, mère adoptive de Kathy, est la seule personne que la jeune femme semble réellement aimer.
La série de Carol O'Connell se démarque de la production courante, car les intrigues policières sont secondaires. Elles ne constituent qu'un vecteur visant à raconter le passé trouble de Mallory. À titre d'exemple, Les Larmes de l'ange raconte ce qui est arrivé à sa mère et la raison pour laquelle elle porte le nom de Mallory ; Retrouve-moi est un récit qui se met à la recherche des traces du père de l'héroïne, qu'elle n'a jamais connu. L'ensemble constitue un immense puzzle qui, pièce après pièce, construit la psychologie torturée de Kathy Mallory.

## Œuvre

### Romans

#### SérieMallory
- Mallory's Oracle, 1994 Publié en français sous le titre Meurtres à Gramercy Park, Paris, Robert Laffont, 1995 ; réédition, Paris, Pocket, 1998, 310 p. (Pocket Policier n° 10241).  (ISBN 2-266-14891-5)
- The Man Who Lied to Women (Royaume-Uni) / The Man With Two Shadows (États-Unis), 1996 Publié en français sous le titre L'Homme qui mentait aux femmes, Paris, Robert Laffont, 1996 ; réédition, Paris, Pocket, 1998, 320 p. (Pocket Policier n° 10257).  (ISBN 2-266-07871-2)
- Killing Critics, 1997 Publié en français sous le titre L'assassin n'aime pas la critique, Paris : R. Laffont (1998), 360 p. (Best-sellers).  (ISBN 2-221-08509-4) ; réédition, Paris : Pocket, 2000, 411 p. (Pocket Policier n° 10594).  (ISBN 2-266-08974-9) -  (ISBN 2-266-15744-2) (réimpr. 2006)
- Flight of the Stone Angel (Royaume-Uni) / Stone Angel (États-Unis), 1998 Publié en français sous le titre Les Larmes de l'ange, Paris, Jean-Claude Lattès, 1999 ; réédition, Paris, Pocket, 2001, 440 p. (Pocket Policier n° 10775).  (ISBN 2-266-09587-0)
- Shell Game (États-Unis), 1999 /  Murdering the Magic Men (Royaume-Uni, 2001) Publié en français sous le titre Meurtre en direct, Paris, Fleuve noir, 2004 ; réédition, Paris, Pocket, 2005, 510 p. (Pocket Policier ; 11873).  (ISBN 2-266-13072-2)
- Crime School, 2002 Publié en français sous le titre L'École du crime, Paris, Pocket (2003), 560 p. (Pocket Policier n° 11762).  (ISBN 2-266-12761-6)
- The Jury Must Die (Royaume-Uni) / Dead Famous (États-Unis), 2004 Publié en français sous le titre Verdict assassin, Paris, Fleuve noir, 2005 ; réédition, Paris, Pocket (2007), 380 p. (Pocket Policier n° 12540).  (ISBN 978-2-266-15282-2)
- Winter House, 2005 Publié en français sous le titre Coupe-gorge, Paris, Fleuve noir (2006), 356 p. (Noirs).  (ISBN 2-265-08195-7) ; réédition, Paris : Pocket, 2007, 403 p. (Pocket Policier n° 13156).  (ISBN 2-266-16674-3)
- Find Me (Royaume-Uni), 2007 / Shark Music (États-Unis), 2008 Publié en français sous le titre Retrouve-moi, Paris, Fleuve noir, 2007 ; réédition, Paris, Pocket, 2009, 510 p. (Pocket Policier n° 13485).  (ISBN 978-2-266-17721-4)
- The Chalk Girl, 2012 Publié en français sous le titre L'Arbre des pendus, Paris, Éditions City, 2012 ; réédition, Paris, City, City poche, 2013.  (ISBN 978-2-8246-0367-4)
- It Happens in the Dark, 2013

#### Autres romans
- Judas Child, 1998 Publié en français sous le titre L'Appât invisible, Paris, Jean-Claude Lattès, 2000 ; réédition, Paris, Pocket, 2002, 475 p. (Pocket Policier n° 10776).  (ISBN 2-266-09586-2)
- Bone by Bone, 2009 Publié en français sous le titre Les Âmes de la forêt, Paris, Éditions City, 2010 ; réédition, Paris, City, City poche, 2011.  (ISBN 978-2-35288-757-7)

## Sources
- Claude Mesplède, Dictionnaire des littératures policières, vol. 2 : J - Z, Nantes, Joseph K, coll. « Temps noir », 2007, 1086 p. (ISBN 978-2-910-68645-1, OCLC 315873361), p. 444.